# Table des caractères Unicode/U11580
Cette page contient des caractères spéciaux ou non latins. S’ils s’affichent mal (▯, ?, etc.), consultez la page d’aide Unicode.
Table des caractères Unicode U+11580 à U+115FF.

## Siddham(Unicode 7.0 à 8.0)
Caractères utilisés pour l’écriture avec l’alphasyllabaire siddham :
- 47 lettres de base (14 voyelles indépendantes et 33 consonnes),
- 11 voyelles diacritiques (la première est un signe d'allongement, les 2 dernières voyelles sont en fait composites et formées par les 2 précédentes avec un signe d’allongement ajouté à droite ; 2 points de code intermédiaires sont réservés pour les signes l et le ll vocaliques, non codés car absents des textes médiévaux venu d’Inde et non trouvés dans les formes modernes héritées en Asie orientale pour la transcription des textes canoniques bouddhiques),
- 5 autres signes diacritiques (dont le point souscrit ou noukta pour transcrire les sons étrangers),
- 1 signe repère de début de texte,
- 4 signes de ponctuation (danda, double danda, point et barre séparateurs de syllabes ou de mots),
- 3 marques de répétition,
- 1 signe repère de fin de texte,
- 14 signes repères de section (utilisés pour structurer un texte et notés à la fin d’un paragraphe, d’une phrase, d’un verset, d’une section ou du texte),
- 4 variantes de voyelles indépendantes et
- 2 variantes de voyelles diacritiques (formes en « fauvette », tandis que les voyelles régulières sont les formes en « nuage »).

Les variantes historiques de certaines consonnes ne sont pas codées distinctement (celles-ci pouvant avoir une interprétation ambiguë, comme consonnes simples ou comme ligatures, elles peuvent également être inconsistantes et rares dans certains anciens manuscrit).
Contrairement aux blocs de caractères définis pour nombre d’alphasyllabaires brahmiques (dont celui pour la Brahmî et le Gupta), ce bloc ne comprend actuellement aucun chiffre décimal ni aucun nombre traditionnel dédié à l’écriture siddham.
Les caractères U+115AF à U+115B5, U+115B8 à U+115C0, U+115DC et U+115DD sont des signes diacritiques, présentés ici combinés avec la lettre siddam ka « 𑖎 » (U+1158E). Suivant les cas, les diacritiques se placent généralement au-dessus ou en dessous, parfois à droite ou à gauche de la lettre. Avec d’autres lettres, ils peuvent former des ligatures ou complètement modifier l’apparence de la lettre de base (cas non figurés dans la table ici).
Comme pour l'écriture dévanagâri, de nombres consonnes siddham adoptent une forme spéciale après une autre consonne siddham suivi d’un diacritique siddham virâma : ces consonnes forment alors entre elles une ligature sans marquer la présence du virâma). Le plus souvent, la seconde consonne est souscrite sous une forme réduite et parfois simplifiée de la première consonne, mais parfois la forme réduite reph d’une première consonne ra est suscrite laissant la seconde consonne dans sa forme normale). Ces formes spéciales (et ligatures de syllabes complexes qui utilisent ces formes) ne figurent pas dans la table ci-dessous.
Notes : normalement le diacritique voyelle U+115B0 doit impérativement apparaître à gauche de la consonne de base, et non à sa droite (sinon cela causerait des problèmes sérieux d’interprétation du texte à la lecture). Certaines polices de caractères ou certains moteurs de rendu ne positionnent pas correctement les diacritiques suscrits ou souscrits (et ne savent alors pas non plus afficher correctement les ligatures de consonnes multiples séparées par un virâma, codant la suppression de la voyelle implicite de la consonne ainsi marquée).

### Table des caractères
| en fr   | 0 | 1 | 2 | 3 | 4 | 5 | 6 | 7 | 8 | 9 | A | B | C | D | E | F |
| ------- | - | - | - | - | - | - | - | - | - | - | - | - | - | - | - | - |
| U+11580 | 𑖀 | 𑖁 | 𑖂 | 𑖃 | 𑖄 | 𑖅 | 𑖆 | 𑖇 | 𑖈 | 𑖉 | 𑖊 | 𑖋 | 𑖌 | 𑖍 | 𑖎 | 𑖏 |
| U+11590 | 𑖐 | 𑖑 | 𑖒 | 𑖓 | 𑖔 | 𑖕 | 𑖖 | 𑖗 | 𑖘 | 𑖙 | 𑖚 | 𑖛 | 𑖜 | 𑖝 | 𑖞 | 𑖟 |
| U+115A0 | 𑖠 | 𑖡 | 𑖢 | 𑖣 | 𑖤 | 𑖥 | 𑖦 | 𑖧 | 𑖨 | 𑖩 | 𑖪 | 𑖫 | 𑖬 | 𑖭 | 𑖮 | 𑖎𑖯 |
| U+115B0 | 𑖎𑖰 | 𑖎𑖱 | 𑖎𑖲 | 𑖎𑖳 | 𑖎𑖴 | 𑖎𑖵 |   |   | 𑖎𑖸 | 𑖎𑖹 | 𑖎𑖺 | 𑖎𑖻 | 𑖎𑖼 | 𑖎𑖽 | 𑖎𑖾 | 𑖎𑖿 |
| U+115C0 | 𑖎𑗀 | 𑗁 | 𑗂 | 𑗃 | 𑗄 | 𑗅 | 𑗆 | 𑗇 | 𑗈 | 𑗉 | 𑗊 | 𑗋 | 𑗌 | 𑗍 | 𑗎 | 𑗏 |
| U+115D0 | 𑗐 | 𑗑 | 𑗒 | 𑗓 | 𑗔 | 𑗕 | 𑗖 | 𑗗 | 𑗘 | 𑗙 | 𑗚 | 𑗛 | 𑖎𑗜 | 𑖎𑗝 |   |   |
| U+115E0 |   |   |   |   |   |   |   |   |   |   |   |   |   |   |   |   |
| U+115F0 |   |   |   |   |   |   |   |   |   |   |   |   |   |   |   |   |

### Historique

#### Version initiale Unicode 7.0
| v · d · m | 0 | 1 | 2 | 3 | 4 | 5 | 6 | 7 | 8 | 9 | A | B | C | D | E | F |
| --------- | - | - | - | - | - | - | - | - | - | - | - | - | - | - | - | - |
| U+11580   | 𑖀 | 𑖁 | 𑖂 | 𑖃 | 𑖄 | 𑖅 | 𑖆 | 𑖇 | 𑖈 | 𑖉 | 𑖊 | 𑖋 | 𑖌 | 𑖍 | 𑖎 | 𑖏 |
| U+11590   | 𑖐 | 𑖑 | 𑖒 | 𑖓 | 𑖔 | 𑖕 | 𑖖 | 𑖗 | 𑖘 | 𑖙 | 𑖚 | 𑖛 | 𑖜 | 𑖝 | 𑖞 | 𑖟 |
| U+115A0   | 𑖠 | 𑖡 | 𑖢 | 𑖣 | 𑖤 | 𑖥 | 𑖦 | 𑖧 | 𑖨 | 𑖩 | 𑖪 | 𑖫 | 𑖬 | 𑖭 | 𑖮 | 𑖎𑖯 |
| U+115B0   | 𑖎𑖰 | 𑖎𑖱 | 𑖎𑖲 | 𑖎𑖳 | 𑖎𑖴 | 𑖎𑖵 |   |   | 𑖎𑖸 | 𑖎𑖹 | 𑖎𑖺 | 𑖎𑖻 | 𑖎𑖼 | 𑖎𑖽 | 𑖎𑖾 | 𑖎𑖿 |
| U+115C0   | 𑖎𑗀 | 𑗁 | 𑗂 | 𑗃 | 𑗄 | 𑗅 | 𑗆 | 𑗇 | 𑗈 | 𑗉 |   |   |   |   |   |   |
| U+115D0   |   |   |   |   |   |   |   |   |   |   |   |   |   |   |   |   |
| U+115E0   |   |   |   |   |   |   |   |   |   |   |   |   |   |   |   |   |
| U+115F0   |   |   |   |   |   |   |   |   |   |   |   |   |   |   |   |   |

#### Compléments Unicode 8.0
| v · d · m | 0 | 1 | 2 | 3 | 4 | 5 | 6 | 7 | 8 | 9 | A | B | C | D | E | F |
| --------- | - | - | - | - | - | - | - | - | - | - | - | - | - | - | - | - |
| U+115C0   |   |   |   |   |   |   |   |   |   |   | 𑗊 | 𑗋 | 𑗌 | 𑗍 | 𑗎 | 𑗏 |
| U+115D0   | 𑗐 | 𑗑 | 𑗒 | 𑗓 | 𑗔 | 𑗕 | 𑗖 | 𑗗 | 𑗘 | 𑗙 | 𑗚 | 𑗛 | 𑖎𑗜 | 𑖎𑗝 |   |   |